# Hedwig von Brandenburg

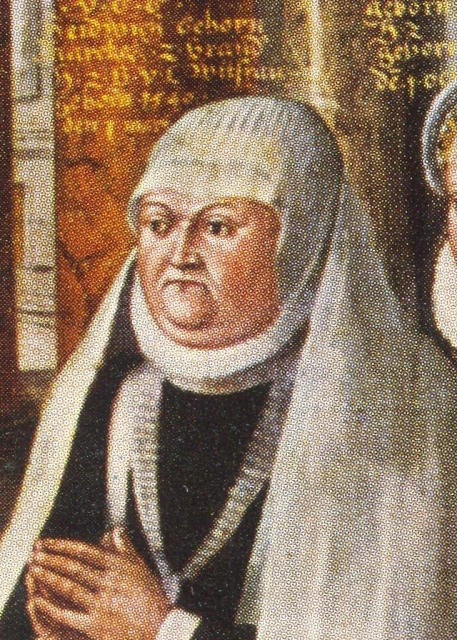
Hedwig von Brandenburg, Herzogin von Braunschweig-Wolfenbüttel, Ausschnitt aus einem Familienbildnis

Hedwig von Brandenburg (* 23. Februar 1540 in Cölln; † 21. Oktober 1602 in Wolfenbüttel) war Markgräfin von Brandenburg und wurde durch Heirat Herzogin zu Braunschweig und Lüneburg sowie Fürstin von Braunschweig-Wolfenbüttel.

## Leben
Hedwig war eine Tochter des brandenburgischen Kurfürsten Joachim II. (1505–1571) aus dessen zweiter Ehe mit Hedwig (1513–1573), Tochter des Königs Sigismund I. von Polen.
Sie heiratete am 25. Februar 1560 in Cölln an der Spree Herzog Julius von Braunschweig-Wolfenbüttel (1528–1589). Das Paar hatte sich am Hof des Markgrafen Johann in Küstrin kennengelernt, wohin Julius vor seinem unberechenbaren Vater geflohen war.
Nach der Versöhnung Julius’ mit seinem Vater Heinrich II., der nur widerwillig in die protestantische Heirat seines Sohnes eingewilligt hatte, erhielt das Paar Schloss Hessen und Schladen als Wohnsitz übereignet. Nachdem Julius ältere Brüder in der Schlacht bei Sievershausen gefallen waren, soll Heinrich II. auf Schloss Hessen erschienen sein und sich Zutritt zum Zimmer seiner Schwiegertochter verschafft haben, den von ihr gerade geborenen Sohn aus der Wiege genommen und ausgerufen haben: Du sasst nu min leiwe Son sin.
Später wandte sich Julius von seiner Gemahlin ab, als er unter den betrügerischen Einfluss des Philipp Sömmering und der Anne Marie Schombach („Schlüter-Liese“) geriet. Hedwig wurde als fromm und bescheiden beschrieben, die sich mit Vorliebe häuslichen Tätigkeiten widmete.
Der Theologe Stephan Praetorius widmete Hedwig seine 1598 erschienene Schrift Der Witwen Trost.

## Nachkommen
Aus ihrer Ehe hatte Hedwig folgende Kinder:
- Sophie Hedwig (1561–1631)

⚭ 1577 Herzog Ernst Ludwig von Pommern-Wolgast (1545–1592)
- Heinrich Julius (1564–1613), Herzog von Braunschweig-Wolfenbüttel

⚭ 1. 1585 Prinzessin Dorothea von Sachsen (1563–1587)
⚭ 2. 1590 Prinzessin Elisabeth von Dänemark (1573–1626)
- Maria (1566–1626)

⚭ 1582 Herzog Franz II. von Sachsen-Lauenburg (1547–1619)
- Elisabeth (1567–1618)

⚭ 1. 1583 Graf Adolf XIII. von Holstein-Schauenburg († 1601)
⚭ 2. 1604 Herzog Christoph von Braunschweig-Harburg (1570–1606)
- Philipp Sigismund (1568–1623), Bischof von Verden und Osnabrück
- Margarete (1571–1580)
- Joachim Karl (1573–1615)
- Sabine Catharina (1574–1590)
- Dorothea Auguste (1577–1625), Äbtissin von Gandersheim
- Julius August (1578–1617), Abt von Michaelstein
- Hedwig (1580–1657)

⚭ 1621 Herzog Otto III. von Braunschweig-Harburg (1572–1641)